# Nhà thờ chính tòa Cuenca

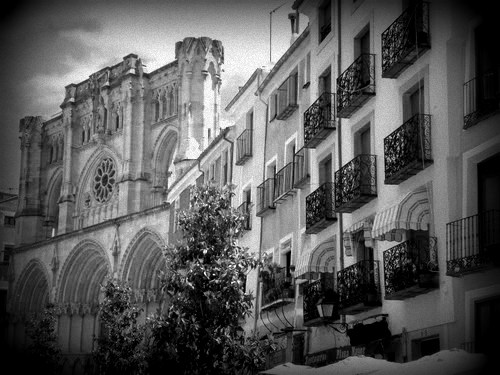
Ảnh trắng đen nhà thờ chính tòa Cuenca

Nhà thờ chính tòa Cuenca là một nhà thờ chính tòa kiến trúc Gothic ở thành phố Cuenca, Tây Ban Nha, Cuenca (tỉnh), thuộc vùng Castile-La Mancha phía đông nam trung tâm Tây Ban Nha. Sự nhấn mạnh nổi bật của kiến trúc Gothic Anglo-Norman, bắt đầu năm 1196.
Vợ vua Alfonso VIII, Eleanor Plantagenet của Anh, con gái vua Henry II Plantagenet của England và Eleanor của Aquitaine, Nữ công tước của Aquitaine, chị của Richard I của Anh, là người truyền cảm hứng nhà thờ này. Sự ảnh hưởng của tòa án Norman của vua Alfonso VIII, đã định nghĩa kiến trúc nhà thờ, nhà thờ chính tòa Gothic đầu tiên của Castile, cùng với nhà thờ Avila. Công việc xây dựng bắt đầu năm 1196 và hoàn thành năm 1257.